# Orbán Lajos (tanár, 1788–1832)
Orbán Lajos (Lövéte, 1788. szeptember 30. – Debrecen, 1832. március 30.) bölcseleti doktor, piarista áldozópap és tanár.

## Élete
1806. november 5-én lépett a rendbe és a két évi novíctiátust Kecskeméten töltötte, ahol mint másodéves novícius a gimnázium II. osztályának tanítója lett; 1809-ben is ott maradt, mint a IV. osztály vezetője. 1810-ben Besztercebányára került, 1811-től 1813-ig Vácon a bölcselet hallgatója volt; innét Nyitrára ment (időközben megszerezte a bölcseleti doktorságot) és itt fel is szenteltetett. A teológia II. évfolyamát Pozsonyszentgyörgyön végezte 1815-ben és itt is maradt 1830-ig mint a rendi növendékek teológiai tanára. Ezután Szegeden két évig házfőnök volt, ezután Debrecenbe helyezték át. 

## Művei
- Honoribus A. R. P. Martini Bolla scholarum piarum praepositi provincialis dicatum 1817. in Sancto-Georgio. Posonii (Thott Alberttől latin, Orbán Lajostól magyar költemény)
- Tisztelet koszorú, melyet főmélt. Rudnai és Divék-Ujfalui Rudnai Sándor herczegnek, esztergomi érseknek… midőn érseki, és főispányi székébe iktattatnék, köteles tiszteletül ajánlott a kegyes oskolák rendje 1820. Pest (költemény)
- Nagym. Nagy-Károlyi gróf Károlyi Lajos úrnak, midőn 1820. eszt. Csongrádvármegyei főispánság helytartói székébe iktattatnék tiszteletül ajánltatott. Pest
- Üdvözlő versek, melyeket főmélt. Rudnay és Divék-Ujfalui Rudnay Sándor primás herczegnek…, midőn Szent-György sz. kir: városban foglalatoskodna, a szentgyörgyi kegyes oskolák nevében sz. Iván havának 14. napján bé-mutatott. Pozsony, 1823
- Öröm ének, melyet Török Antal úrnak csanádi püspöki székébe való béiktatása alkalmával 1830. eszt. szent Iván havának 13. napján a szegedi kegyes oskolák bé-mutattak. Szeged
- Köz-öröm-dal, mely Szeged várossában, midőn Babarczy Imre úrnak Csongrád vármegye alispánnyának bölcs elintézése mellett a nemes tanács szabad választással megujitatnék, 1830. eszt. zengett. Szeged